# The Cantor of St Thomas's
The Cantor of St Thomas's è un film per la televisione del 1984 diretto da Colin Nears e basato sulla vita del compositore tedesco Johann Sebastian Bach.